# 도쿄도 제14구
도쿄도 제14구(東京都 第14区)는 일본의 중의원 선거구이다. 1994년 공직선거법으로 신설되었다.

## 지역
- 다이토구 일부
- 스미다구
- 아라카와구